# Institut national du football de Vichy
Pour les articles homonymes, voir INF.
L'Institut national du football de Vichy, plus communément appelé INF Vichy, est un centre de formation français spécialisé dans le football, basé à Vichy (Auvergne). Il est fondé en novembre 1972 par la Fédération française de football et déplacé à Clairefontaine en 1988.

## Histoire
En 1970, la FFF envisage la création d'une « École supérieure de football ». Elle étudie dans un premier temps la possibilité d'une implantation au château de Rosny-sur-Seine, avant d'opter pour Vichy. L'Institut national du football de Vichy ouvre ses portes le 6 novembre 1972 sur l’initiative de la Fédération française de football en accord avec le Groupement du Football Professionnel et l'Union nationale des footballeurs professionnels (UNFP). Il fonctionne en lien avec le CREPS de Bellerive à Vichy qui a ouvert au même moment et comprend 40 stagiaires de plus de 16 ans, sélectionnés sur concours, la première année.
La premier concours d'entrée à l'INF a lieu en septembre 1972, 9 joueurs intègrent la première promotion.
Le premier directeur du CREPS abritant et gérant l’INF fut Jean Forestier. La direction technique incombait à Pierre Pibarot, épaulé par les entraîneurs Pierre Barlaguet, Joaquim Francisco Filho, Gérard Banide et Philippe Troussier. L’équipe était incorporée dans le championnat national, en juniors (deux coupes Gambardella) et en seniors (champions de D3 et D4).
Lors de la première année, les oppositions ne sont composées que de matchs amicaux. Mais à partir de la saison 1973-1974, les générations successives évoluent en Division 3 pour l'équipe fanion (juniors 3e année) et entre la Division 4 et la Division d'Honneur de la Ligue d'Auvergne pour l'équipe réserve (juniors 2e année). L'INF dispose également d'une équipe troisième qui est alignée en DH de la Ligue d'Auvergne, et occasionnellement d'une équipe juniors. L'équipe B dispute la Coupe Gambardella.
En 1988, l'INF Vichy ferme ses portes et déménage à Clairefontaine, après avoir permis à plusieurs dizaines de jeunes français de devenir footballeur professionnel.

## Formation
Chaque année l'Institut national du football de Vichy reçoit 200 à 300 candidatures et seule une trentaine de joueurs est sélectionnée pour la rentrée chaque mois de juillet, mais ils ne sont en fait qu'une quinzaine, trois ans plus tard, à quitter le centre à destination d'un club. Ils ont entre 16 et 18 ans. Pour la rentrée 1983 est mis en place un rajeunissement du concours d'entrée : les candidats devront avoir 16 ans révolus au 1er août 1983, c'est-à-dire être cadets deuxième année. Le recrutement est de quarante joueurs : vingt joueurs ayant signé un contrat de non sollicitation pour un club professionnel et proposés par ces clubs, et vingt joueurs recrutés sur concours à l'échelon régional (fin mars), puis national pour les meilleurs (début mai). La durée est de deux ans pour les joueurs issus des clubs professionnels (avec possibilité d'une année supplémentaire), et de trois ans pour les joueurs recrutés sur concours, une sélection étant établie pour le passage d'une année à l'autre. 
La durée normale des études est de trois ans et à côté de l'apprentissage du métier de footballeur, les jeunes reçoivent des cours de comptabilité, commerce ou mathématiques. Les meilleurs éléments évoluent en Division 3 avec l'équipe de l'INF. Chaque entraîneur est responsable d'une génération et suit ses joueurs durant leurs 3 ans d'études.
Objectifs :
- former des joueurs de football professionnel
- permettre d'exercer durant leur carrière une fonction annexe d'éducateur jeunes enfants (brevet d’État d'aide-moniteur d'EPS)
- fournir des connaissances commerciale et la maîtrise d'une langue étrangère pour préparer l'après-carrière[3]

Pierre Pibarot dit en 1980 : « nous ne cherchons pas à briller, mais à construire quelque chose de solide. Les titres viennent en supplément. L'important étant de former des footballeurs complets sur les terrains et dans la vie ».
L'INF Vichy a formé de nombreux joueurs français comme Erick Mombaerts, Jean-Pierre Papin, Frédéric Antonetti, Guillaume Warmuz et Jean-Luc Ettori. 

## Personnalités

### Directeurs techniques
- 1972-1982 : Pierre Pibarot
- 1982-1983 : Jean-Pierre Morlans
- 1983-1984 : Georges Huart
- 1985 : Claude Dusseau

### Instructeurs
- 1972-1976 :  Gérard Banide (instructeur-entraîneur)
- 1986-1992 :  Christian Damiano (entraîneur)
- 1973-1976 :  Pierre Barlaguet
- 1973-1988 :  Joaquim Francisco Filho (entraîneur)
- 1976-1981 :  Pierre Mosca  (entraîneur adjoint)
- 1981-.. :  André Merelle (entraîneur adjoint)
- 1983-1984 :  Philippe Troussier
- 1986-1988 :  Christian Damiano
- 1982-1983 :  Pierre Michelin

### Joueurs par promotion
Catégorie:Footballeur formé à l'INF Vichy
| Nom                    | Né le      | Poste         | Club à la sortie de l'INF | Sélection nationale   | Reconversion                         |
| ---------------------- | ---------- | ------------- | ------------------------- | --------------------- | ------------------------------------ |
| Promotion 1974         |            |               |                           |                       |                                      |
| Frédéric Dobraje       | 17.05.1955 | Gardien       | RC Lens                   | -                     | Agent/directeur sportif              |
| Paul Marchioni         | 01.01.1955 | Défenseur     | SC Bastia                 | -                     | Recruteur                            |
| Erick Mombaerts        | 21.04.1955 | Milieu        | RC Lens                   | -                     | Entraîneur                           |
| Promotion 1975         |            |               |                           |                       |                                      |
| Guy Dussaud            | 08.12.1955 | Ailier droit  | Nîmes Olympique           | -                     |                                      |
| Jean-Luc Ettori        | 29.07.1955 | Gardien       | AS Monaco                 | France A (9,0)        | Entraîneur/dirigeant                 |
| Alain Larvaron         | 09.03.1957 | Attaquant     | US Valenciennes Anzin     | -                     | Entraîneur                           |
| Jean-Pierre Truqui     | 07.07.1956 | Milieu        | Olympique de Marseille    | -                     |                                      |
| Promotion 1976         |            |               |                           |                       |                                      |
| Philippe Berlin        | 26.03.1956 | Défenseur     | Stade rennais FC          | -                     |                                      |
| Christian Borel        | 13.11.1956 | Attaquant     | Lille OSC                 | -                     |                                      |
| Yves Brécheteau        | 13.11.1955 | Défenseur     | AS Monaco                 | -                     | Entraîneur                           |
| Dominique Chevalier    | 16.08.1956 | Défenseur     | US Valenciennes Anzin     | -                     |                                      |
| Didier Christophe      | 08.12.1956 | Milieu        | AS Monaco                 | France A (6,1)        | Entraîneur                           |
| Guy Genet              | 14.08.1955 |               | Olympique lyonnais        | -                     | Coordinateur sportif                 |
| Robert Jacques         | 16.02.1957 | Ailier droit  | US Valenciennes Anzin     | France militaire      | Entraîneur                           |
| Promotion 1978         |            |               |                           |                       |                                      |
| Dominique Bisbal       | 23.10.1958 | Attaquant     | Lille OSC                 | -                     |                                      |
| Simei Ihily            | 10.04.1959 | Milieu gauche | SC Bastia                 | -                     | Professeur de sport                  |
| Bruno Mignot           | 15.04.1958 | Défenseur     | SC Bastia                 | -                     | Encadrant sportif                    |
| Jean-Pierre Mottet     | 1959       | Gardien       | Lille OSC                 | -                     | Entraîneur de gardiens               |
| Promotion 1979         |            |               |                           |                       |                                      |
| Alain Couriol          | 24.10.1958 | Attaquant     | AS Monaco                 | France A (12,2)       | Entraîneur                           |
| Dominique Deplagne     | 13.08.1958 | Gardien       | Montpellier PSC           | -                     | Entraîneur                           |
| Alain Fiard            | 17.09.1958 | Milieu        | SC Bastia                 | -                     | Entraîneur                           |
| Patrick Rey            | 15.03.1959 | Ailier gauche | Lille OSC                 | -                     |                                      |
| Promotion 1980         |            |               |                           |                       |                                      |
| Albert Cartier         | 22.11.1960 | Défenseur     | AS Nancy-Lorraine         | -                     | Entraîneur                           |
| Dragan Cvetkovic       | 19.09.1961 | Milieu        | Besançon RC               | -                     | Entraîneur                           |
| Jean-Luc Le Magueresse | 25.04.1961 | Défenseur     | Stade brestois            | -                     | Consultant TV                        |
| Pascal Mariini         | 28.11.1960 | Attaquant     | SC Bastia                 | -                     |                                      |
| Jean-Michel Raymond    | 24.08.1959 | Gardien       | Toulouse FC               | -                     |                                      |
| Philippe Thys          | 30.08.1959 | Défenseur     | FC Metz                   | -                     | Recruteur                            |
| Promotion 1981         |            |               |                           |                       |                                      |
| Pierre Bianconi        | 16.11.1962 | Défenseur     | SC Bastia                 | -                     | Décédé                               |
| Alain Bouflet          | 01.05.1961 | Attaquant     | SC Abbeville              | -                     | Entraîneur                           |
| Didier Danio           | 10.05.1962 | Milieu        | AJ Auxerre                | France militaire      |                                      |
| Pascal Malbeaux        | 16.07.1961 | Milieu        | FC Rouen                  |                       | Commerçant                           |
| Pascal Olmeta          | 07.04.1961 | Gardien       | SC Bastia                 | France B et olympique | divers                               |
| Promotion 1982         |            |               |                           |                       |                                      |
| Frédéric Antonetti     | 19.08.1961 | Milieu        | SC Bastia                 | -                     | Entraîneur                           |
| Alain Casanova         | 18.09.1961 | Gardien       | Le Havre                  | -                     | Entraîneur                           |
| Jean-Michel Simonella  | 27.03.1962 | Gardien       | Nîmes Olympique           | -                     |                                      |
| Noël Vidot             | 15.12.1962 | Milieu        | Le Havre                  | -                     | Entraîneur                           |
| Promotion 1983         |            |               |                           |                       |                                      |
| Gilles Bourges         | 21.05.1963 | Gardien       | Stade rennais             |                       | Entraîneur de gardiens               |
| Bernard Ferrer         | 23.01.1964 | Milieu        | AJ Auxerre                | France B              |                                      |
| Jacques Philip         | 22.03.1963 | Milieu        | Olympique lyonnais        |                       |                                      |
| Philippe Sence         | 01.10.1962 | Gardien       | FC Rouen                  |                       | Entraîneur de gardiens               |
| Dominique Thomas       | 13.03.1963 | Défenseur     | Lille OSC                 | -                     | Entraîneur                           |
| Frédéric Zago          | 12.08.1963 | Défenseur     | AS Monaco                 | -                     | Entraîneur                           |
| Promotion 1984         |            |               |                           |                       |                                      |
| Philippe Burgio        | 12.02.1965 | Défenseur     | SC Toulon                 | -                     | Entraîneur                           |
| Thierry Ganthier       | 19.03.1964 | Milieu        | Stade de Reims            | -                     | Entraîneur et Responsable Commercial |
| Jean-Claude Nadon      | 21.11.1964 | Gardien       | EA Guingamp               | France B              | Entraîneur                           |
| Jean-Pierre Papin      | 05.11.1963 | Attaquant     | Valenciennes FC           | France A (54,30)      | Entraîneur/consultant TV             |
| Didier Tholot          | 02.04.1964 | Attaquant     | SC Toulon                 |                       | Entraîneur                           |
| Jacky Vidot            | 01.08.1964 | Défenseur     | EA Guingamp               |                       |                                      |
| Pierre Dubost          | 10.09.1963 | Attaquant     | Stade de Reims            |                       |                                      |
| Promotion 1985         |            |               |                           |                       |                                      |
| Bernard David          | 11.10.1964 | Milieu        | FC Grenoble               | -                     | Entraîneur                           |
| David Marraud          | 03.08.1964 | Gardien       | FC Nantes                 | -                     | Entraîneur                           |
| Yves Mangione          | 27.12.1964 | Attaquant     | Stade rennais             | -                     | Entraîneur                           |
| Promotion 1986         |            |               |                           |                       |                                      |
| Éric Assadourian       | 24.06.1966 | Attaquant     | Toulouse FC               | Arménie A (12,3)      |                                      |
| Claude Barrabé         | 19.11.1966 | Gardien       | Paris SG                  | France espoirs (13,0) | Entraîneur de gardiens               |
| Nicolas Dehon          | 02.04.1968 | Gardien       | ES Troyes AC              | -                     | Entraîneur de gardiens               |
| Promotion 1987         |            |               |                           |                       |                                      |
| Christophe Avril       | 28.07.1968 | Défenseur     | CO Saint-Dizier           | -                     | Entraîneur                           |
| Patrice Colas          | 17.03.1968 | Milieu        | CSC Thouars\|             | -                     | Entraîneur                           |
| Hubert Fournier        | 03.09.1967 | Défenseur     | US Maubeuge               | -                     | Entraîneur                           |
| Sylvain Sansone        | 18.10.1967 | Gardien       | FC Sète                   | France espoirs (10,0) | Entraîneur                           |
| Bruno Valencony        | 16.06.1968 | Gardien       | SC Bastia                 |                       | Entraîneur de gardiens               |
| Promotion 1988         |            |               |                           |                       |                                      |
| Emmanuel Hutteau       | 10.08.1968 | Défenseur     | FC Rouen                  | -                     | Entraîneur                           |
| Patrice Marseillou     | 02.09.1968 | Défenseur     | CO Saint-Dizier           |                       | Cadre Fédéral District du Gers       |
| François Fontaine      | 30.07.1967 | Défenseur     | AS Gien                   | -                     | Éducateur                            |
| Olivier Pickeu         | 24.02.1970 | Attaquant     | Lille OSC                 | -                     | Manager général                      |
| Promotion 1989         |            |               |                           |                       |                                      |
| Guillaume Warmuz       | 22.06.1970 | Gardien       | Olympique de Marseille    | France espoirs (11,0) | Entraîneur de gardiens               |
| Promotion 1990         |            |               |                           |                       |                                      |
| Emmanuel Rival         | 15.02.1971 | Milieu        | SM Caen                   |                       | Entraîneur                           |
| Fabrice Grange         | 3.12.1971  | Gardien       | Olympique lyonnais        |                       | Entraîneur de gardiens               |

## Le club
À partir de 1973, l'INF dispose d'une équipe en Division 3 dans laquelle les meilleurs jeunes du centre peuvent évoluer dans le but de leur fournir une véritable expérience. Les résultats comptent peu, en effet l'équipe ne peut être ni reléguée, ni promue. Du fait qu'il s'agisse d'un centre de formation avec donc des joueurs mineurs, celle-ci ne peut devenir professionnelle, la promotion en D2 ne peut donc pas lui être accordé malgré les deux titres de champions en poule en 1979 et 1983.

### Palmarès
- Division 3 (2)
  - Champion en 1979 et 1983[6]
- Division 4
  - Champion en 1984 (équipe réserve)
- DH Auvergne
  - Champion en 1984 (équipe réserve 2)
- Coupe Gambardella (3)
  - Vainqueur en 1978, 1980 et 1988

### Saison après saison
| Saison    | Championnat       | Championnat | Championnat | Championnat | Championnat | Championnat | Championnat | Championnat | Championnat | Championnat | Coupe de France |
| Saison    | Division          | Classement  | Points      | Journées    | V           | N           | D           | Bp          | Bc          | Diff.       | Coupe de France |
| --------- | ----------------- | ----------- | ----------- | ----------- | ----------- | ----------- | ----------- | ----------- | ----------- | ----------- | --------------- |
| 1972-1973 | pas inscrit       | pas inscrit | pas inscrit | pas inscrit | pas inscrit | pas inscrit | pas inscrit | pas inscrit | pas inscrit | pas inscrit | pas inscrit     |
| 1973-1974 | Division 3 Centre | 16e         | 19 pts      | 30          | 6           | 7           | 17          | 34          | 49          | -15         | -               |
| 1974-1975 | Division 3 Centre | 10e         | 27 pts      | 30          | 10          | 7           | 13          | 40          | 42          | -2          | -               |
| 1975-1976 | Division 3 Centre | 3e          | 38 pts      | 30          | 15          | 8           | 7           | 53          | 28          | +25         | -               |
| 1976-1977 | Division 3 Centre | 9e          | 30 pts      | 30          | 9           | 12          | 9           | 34          | 34          | 0           | 6e tour         |
| 1977-1978 | Division 3 Centre | 2e          | 41 pts      | 30          | 17          | 7           | 6           | 57          | 30          | +27         | -               |
| 1978-1979 | Division 3 Centre | 1er         | 42 pts      | 30          | 16          | 10          | 4           | 45          | 19          | +26         | 32e de finale   |
| 1979-1980 | Division 3 Centre | 5e          | 33 pts      | 30          | 11          | 11          | 8           | 41          | 29          | +12         | 32e de finale   |
| 1980-1981 | Division 3 Centre | 3e          | 40 pts      | 30          | 15          | 10          | 5           | 51          | 22          | +29         | 7e tour         |
| 1981-1982 | Division 3 Centre | 4e          | 32 pts      | 30          | 11          | 10          | 9           | 32          | 35          | -3          | 7e tour         |
| 1982-1983 | Division 3 Centre | 1er         | 46 pts      | 30          | 19          | 8           | 3           | 50          | 18          | +32         | 32e de finale   |
| 1983-1984 | Division 3 Centre | 2e          | 41 pts      | 30          | 15          | 11          | 4           | 36          | 14          | +22         | 7e tour         |
| 1984-1985 | Division 3 Centre | 4e          | 33 pts      | 30          | 9           | 15          | 6           | 32          | 26          | +6          | 8e tour         |
| 1985-1986 | Division 3 Centre | 4e          | 35 pts      | 30          | 14          | 7           | 9           | 43          | 29          | +14         | 32e de finale   |
| 1986-1987 | Division 3 Centre | 9e          | 27 pts      | 30          | 7           | 13          | 10          | 35          | 29          | +6          | -               |
| 1987-1988 | Division 3 Centre | 6e          | 31 pts      | 30          | 12          | 7           | 11          | 46          | 35          | +11         | 8e tour         |

## L'après INF
Sept ans après le départ de l'INF pour Clairefontaine, Vichy retrouve sa vocation footballistique en septembre 1994 avec l'ouverture d'un centre interrégional de préformation.

## Sources
- Forum sur l'INF Vichy sur footnostalgie.free.fr
- INF, 15 ans à Vichy (1972-1987) dans Sports à Vichy
- Fiche de l'INF Vichy sur mondefootball.fr